# Phenacoccus meridionalis
Phenacoccus meridionalis är en insektsart som beskrevs av Gómez-menor Ortega 1948. Phenacoccus meridionalis ingår i släktet Phenacoccus och familjen ullsköldlöss.
Artens utbredningsområde är Spanien. Inga underarter finns listade i Catalogue of Life.